# 化忌
化忌、或稱化忌星，簡稱忌，是中國命理學紫微斗數中的四化之一。
據『紫微斗數全書』（宋·陳摶著）的記載：「化忌為多管之神，守身命，一生不順，小限逢之，一年不足，大限逢之，十年悔吝。二限太歲交臨，斷然蹭蹬。文人不耐，久武人縱有官災，口舌不妨。雖商賈藝人，處處不宜。如會紫府昌曲左右科權祿與忌同，富貴。兼四煞共處，即係發不住財，祿主躔於陷地；苗而不秀，科星陷於凶鄉是也。如單逢四煞耗使劫空，主奔波帶疾，僧道流移還俗。女人一生貧夭。
或太陽在寅卯辰巳化忌，太陰在酉戌亥子化忌反為福論。
其餘諸星化忌，各審五行不同，如廉貞在亥化忌，是為火入水鄉，又逢水命，入忌不為害。 」
陳慧明所著之『道傳飛星紫微斗數入門』解說化忌星為欠，即在何宮即欠此宮之債，以化忌在財帛為例，即此命造欠錢債，註定是為錢賭生命的命格。代表的是一種業障。

## 化忌的取法
1. 甲年生人：化忌在太陽星
2. 乙年生人：化忌在太陰星
3. 丙年生人：化忌在廉貞星
4. 丁年生人：化忌在巨門星
5. 戊年生人：化忌在天機星
6. 己年生人：化忌在文曲星
7. 庚年生人：化忌在天同星，亦有的派別主張為太陰星之說（但因乙年已為太陰化忌，故大部份學者主張為天同星）。
8. 辛年生人：化忌在文昌星
9. 壬年生人：化忌在武曲星
10. 癸年生人：化忌在貪狼星

## 運用方法
先天命格的化忌星取自命造之生年天干，往後進入每一個大運再由大運的宮位天干取各自大限的化忌，每年再依流年天干取當年的化忌。依本命、大運、流年(命運歲)化忌星飛入的宮位，參酌其他相關會合作用之飛星與命盤以判斷運勢中人事際遇的禍福吉凶得失。

## 相關連結
- 紫微斗數